# Vương triều thứ Ba Mươi của Ai Cập

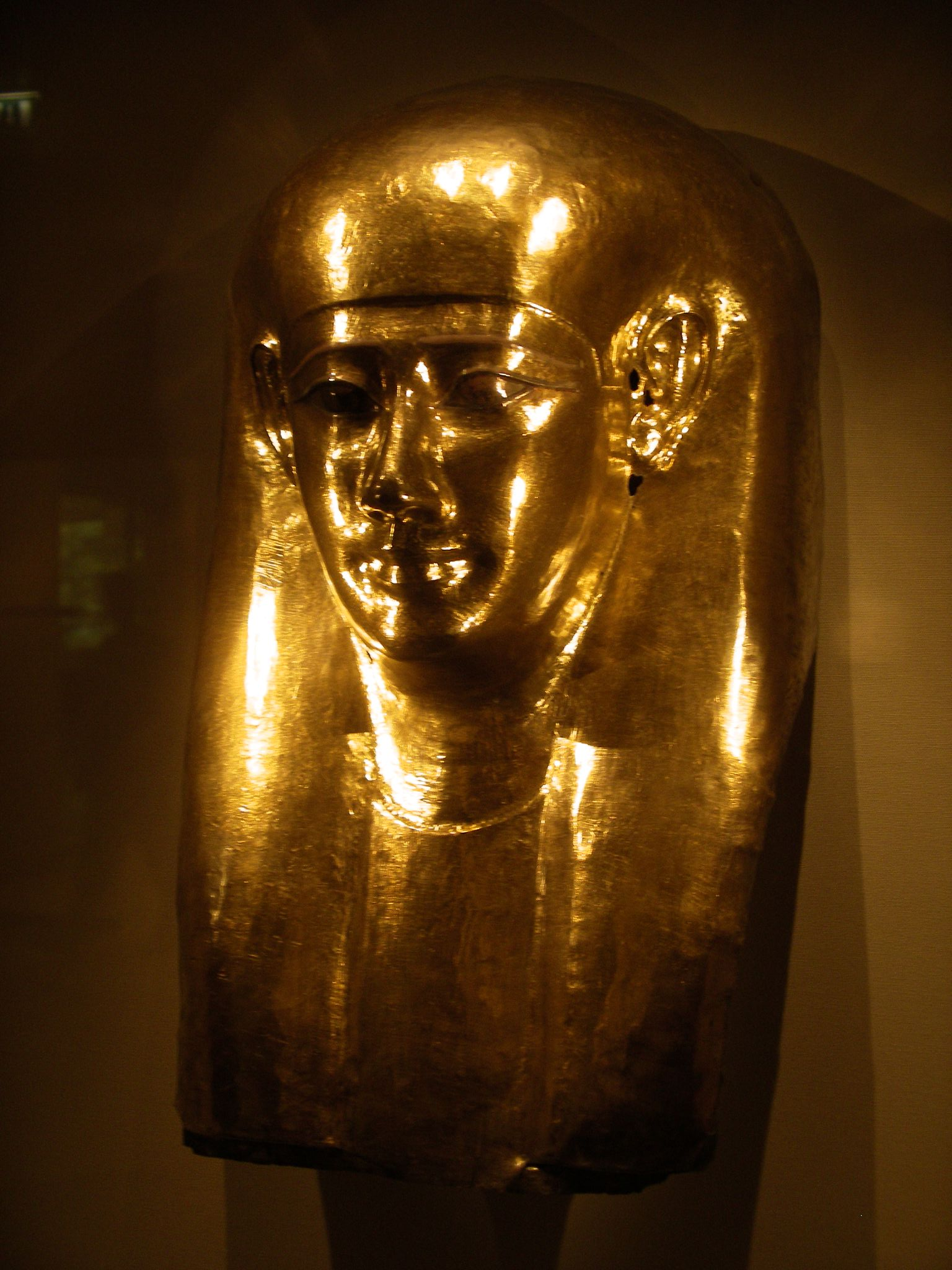
Một mặt nạ xác ướp thuộc Vương triều thứ 30

Vương triều thứ Ba Mươi của Ai Cập cổ đại (Vương triều thứ 30) là một vương triều được cai trị bởi các pharaon Ai Cập thuộc Thời kỳ Hậu nguyên. Nó được thành lập sau khi Nectanebo I lật đổ pharaon Nepherites II vào năm 380 TCN và bị sụp đổ khi Artaxerxes III tiến hành xâm lược Ai Cập vào năm 343 TCN. Đây là vương triều bản địa cuối cùng của Ai Cập cổ đại trước khi bị các đế quốc bên ngoài thôn tính.

## Lịch sử
Nectanebo I đã kiểm soát được toàn bộ lãnh thổ của Ai Cập vào năm 380 trước Công nguyên, ông đã dành phần lớn triều đại của mình bảo vệ vương quốc khỏi sự tái chinh phục của Đế quốc Achaemenes, cùng với sự giúp đỡ đôi lúc của Sparta hoặc Athens. Vào năm 365 trước Công nguyên, Nectanebo đã phong cho con trai của mình là Teos làm vua để cùng trị vì và cũng là người kế vị cho đến khi ông qua đời vào năm 363 TCN, hai cha con ông đã cùng trị vì với nhau. Sau khi vua cha qua đời, Teos xâm chiếm các vùng lãnh thổ của Nhà Achaemenes ở Syria và Israel và đã bắt đầu giành được một số thành công cho đến khi ông để mất ngai vàng vì mưu đồ của người em trai, Tjahapimu.:377 Tjahepimu đã lợi dụng sự mất lòng dân của Teos bằng cách tuyên bố con trai của ông ta và là cháu của Teos, Nectanebo II trở thành vua. Quân đội Ai Cập đã đứng về phía Nectanebo và buộc Teos phải chạy trốn tới kinh đô của vua Ba Tư.:379

## Cai trị
| Tên pharaon               | Tên Ngai     | Thời gian trị vì |
| ------------------------- | ------------ | ---------------- |
| Kheperkare                | Nectanebo I  | 380 – 362 TCN    |
| Irmaatenre                | Teos         | 362 – 360 TCN    |
| Senedjemibra Setepeninhur | Nectanebo II | 360 – 343 TCN    |

## Phả hệ
|  |  |  |  |  |  |  |  |                           |                           |                           |                           |                           |                           | Teos        |  |  |  |  |  |  |  |              |              |              |              |              |              |  |  |  |  |  |  |  |  |  |  |  |  |  |  |  |  |  |  |  |  |  |  |  |  |  |  |  |  |  |  |  |  |
|  |  |  |  |  |  |  |  |                           |                           |                           |                           |                           |                           |             |  |  |  |  |  |  |  |              |              |              |              |              |              |  |  |  |  |  |  |  |  |  |  |  |  |  |  |  |  |  |  |  |  |  |  |  |  |  |  |  |  |  |  |  |  |
|  |  |  |  |  |  |  |  |                           |                           |                           |                           |                           |                           | Nectanebo I |  |  |  |  |  |  |  |              |              |              |              |              |              |  |  |  |  |  |  |  |  |  |  |  |  |  |  |  |  |  |  |  |  |  |  |  |  |  |  |  |  |  |  |  |  |
|  |  |  |  |  |  |  |  |                           |                           |                           |                           |                           |                           |             |  |  |  |  |  |  |  |              |              |              |              |              |              |  |  |  |  |  |  |  |  |  |  |  |  |  |  |  |  |  |  |  |  |  |  |  |  |  |  |  |  |  |  |  |  |
|  |  |  |  |  |  |  |  |                           |                           |                           |                           |                           |                           |             |  |  |  |  |  |  |  |              |              |              |              |              |              |  |  |  |  |  |  |  |  |  |  |  |  |  |  |  |  |  |  |  |  |  |  |  |  |  |  |  |  |  |  |  |  |
|  |  |  |  |  |  |  |  | Teos                      | Teos                      | Teos                      | Teos                      | Teos                      | Teos                      |             |  |  |  |  |  |  |  | Tjahapimu    | Tjahapimu    | Tjahapimu    | Tjahapimu    | Tjahapimu    | Tjahapimu    |  |  |  |  |  |  |  |  |  |  |  |  |  |  |  |  |  |  |  |  |  |  |  |  |  |  |  |  |  |  |  |  |
|  |  |  |  |  |  |  |  | Teos                      | Teos                      | Teos                      | Teos                      | Teos                      | Teos                      |             |  |  |  |  |  |  |  | Tjahapimu    | Tjahapimu    | Tjahapimu    | Tjahapimu    | Tjahapimu    | Tjahapimu    |  |  |  |  |  |  |  |  |  |  |  |  |  |  |  |  |  |  |  |  |  |  |  |  |  |  |  |  |  |  |  |  |
|  |  |  |  |  |  |  |  | Khedebneithirbinet II (?) | Khedebneithirbinet II (?) | Khedebneithirbinet II (?) | Khedebneithirbinet II (?) | Khedebneithirbinet II (?) | Khedebneithirbinet II (?) |             |  |  |  |  |  |  |  | Nectanebo II | Nectanebo II | Nectanebo II | Nectanebo II | Nectanebo II | Nectanebo II |  |  |  |  |  |  |  |  |  |  |  |  |  |  |  |  |  |  |  |  |  |  |  |  |  |  |  |  |  |  |  |  |

Chú thích: